# Hoa Đông

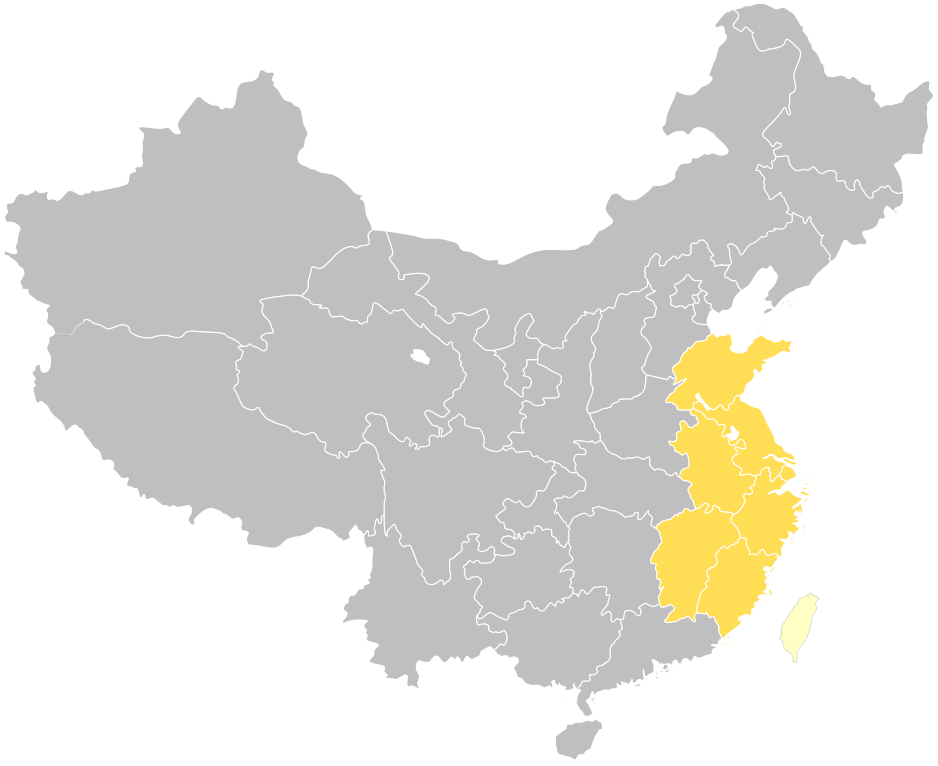
Vùng Hoa Đông trên bản đồ Trung Quốc đại lục

Hoa Đông (giản thể: 华东; phồn thể: 華東) là khu vực đồng bằng châu thổ của sông Dương Tử ở miền Đông Trung Quốc, bao gồm thành phố trực thuộc trung ương Thượng Hải và sáu tỉnh Giang Tô, Chiết Giang, Sơn Đông, An Huy, Giang Tây, và Phúc Kiến theo phân chia về mặt chính trị và kinh tế, vì vậy mà vùng Hoa Đông còn có tên gọi không chính thức là "6 tỉnh miền Đông" hoặc Hoa Đông lục tỉnh. Ngoài ra Đài Loan cũng đôi khi được đưa vào vùng này.
Không tính Đài Loan, các địa phương của miền Hoa Đông có tổng diện tích là trên 798 nghìn km vuông và dân số là hơn 423,55 triệu người tính đến tháng 11 năm 2020. Đây là 1 trong 2 vùng đóng góp tỉ trọng dân số và GDP cao nhất Trung Quốc cùng với vùng Trung Nam Trung Quốc.

## Đơn vị hành chính cấp tỉnh
| Tên tỉnh/thành phố | Tỉnh lỵ   | Diện tích (km2) | Dân số (triệu người) | Tỉ lệ đô thị hóa (%) | Tổng sản phẩm GDP theo danh nghĩa (USD) | GDP trên đầu người theo danh nghĩa (USD) | GDP trên đầu người theo sức mua (USD) |
| ------------------ | --------- | --------------- | -------------------- | -------------------- | --------------------------------------- | ---------------------------------------- | ------------------------------------- |
| Thượng Hải         | Không     | 6.341           | 24,87                | 89,3                 | 561,09                                  | 22.560                                   | 36.977                                |
| Giang Tô           | Nam Kinh  | 102,600         | 84,748               | 73,44                | 1.489,24                                | 17.573                                   | 28.802                                |
| Chiết Giang        | Hàng Châu | 101,800         | 64,567               | 72,17                | 936,78                                  | 14.508                                   | 23.780                                |
| Sơn Đông           | Tế Nam    | 157,100         | 101,527              | 63,05                | 1.060,24                                | 10.443                                   | 17.116                                |
| An Huy             | Hợp Phì   | 139,400         | 61,027               | 58,33                | 560,08                                  | 9.189                                    | 15.062                                |
| Giang Tây          | Nam Xương | 166,900         | 45,188               | 60,44                | 372,48                                  | 8.243                                    | 13.510                                |
| Phúc Kiến          | Phúc Châu | 123,900         | 41,54                | 68,75                | 636,53                                  | 15.323                                   | 25.113                                |